# Trnovče
Trnovče es un pueblo ubicado en la municipalidad de Petrovac, en el distrito de Braničevo, Serbia.

## Superficie
Posee una superficie de 10,64 kilómetros cuadrados.

## Demografía
Hasta 2011 la población era de 616 habitantes, con una densidad de población de 57,90 habitantes por kilómetro cuadrado.